# Liste der Bischöfe von Uzès
| Jahre     | Name                                                     |
| --------- | -------------------------------------------------------- |
| 419–462   | Constance (Konstantin)                                   |
| 506       | Probatius (Probatien, Probace)                           |
| 533–538   | Roricius (Rorice)                                        |
| 538–553   | Heiliger Firmin                                          |
| 553–581   | Heiliger Ferréol                                         |
| 581       | Albinus (Albin)                                          |
| 581       | Jovinus (Jovin)                                          |
| 581       | Marcellus (Marcel)                                       |
| 659       | Aurelien (Aurele)                                        |
| 661       | Mummolus (Mummole)                                       |
| 773       | Sigibert (Sigepert, Sigisbert)                           |
| 791       | Arimundus (Arimond)                                      |
| 823–835   | Amelius I.                                               |
| 842       | Éliphas (Éléphant, Alphant, Alphonse)                    |
| 858–879   | Walafrid (Wilfrid, Wilfred)                              |
| 885       | Asaël                                                    |
| 886–915   | Amelius II.                                              |
| 945       | Rostaing                                                 |
| 994–1030  | Heribald (Aribald, Arbaud)                               |
| 1030–1080 | Hugues (Hugo)                                            |
| 1096–1138 | Raymond I.                                               |
| 1139–1150 | Ébrard I. (Éverard)                                      |
| 1150–1188 | Raymond II. de Posquières                                |
| 1188–1190 | Bertrand I.                                              |
| 1190–1204 | Guillaume I. de Vénéjan                                  |
| 1204–1208 | Ébrard II.                                               |
| 1208–1212 | Raymond III. (Rainon, Raynier)                           |
| 1212–1227 | Raymond IV. dit de Mas d’André (Mansus Andreae)          |
| 1228–1239 | Berlio (Berlion, Berlionc)                               |
| 1240–1249 | Pons de Becmil                                           |
| 1249–1285 | Bertrand II. Armand                                      |
| 1285–1307 | Guillaume II. des Gardies                                |
| 1315–1318 | André de Frédol                                          |
| 1318–1344 | Guillaume III. de Mandagout                              |
| 1344–1346 | Élias de Saint-Yrieix (Hélias de Saint-Yrieix)           |
| 1357–1365 | Pierre I. d’Aigrefeuille (siehe Haus Rogier de Beaufort) |
| 1365–1366 | Pierre II. (Gérard de la Rovère)                         |
| 1366–1371 | Bompar (Bonuspar)                                        |
| 1371–1374 | Bernard de Saint-Étienne                                 |
| 1375–1398 | Martial                                                  |
| 1400–1405 | Pierre III. de Beaublé (Belbladi)                        |
| 1405–1426 | Géraud de Breuil (Guiraud de Broglio)                    |
| 1427      | Pierre IV. Soybert                                       |
| 1427–1441 | Bertrand III. de Cadoène                                 |
| 1441–1442 | Guillaume IV. de Champeaux                               |
| 1442–1445 | Alain de Coëtivy (Administrator)                         |
| 1445–1446 | Guillaume V. Soybert                                     |
| 1446–1448 | Olivier du Châtel (Oliverius de Castro)                  |
| 1448–1463 | Gabriel du Châtel                                        |
| 1463–1483 | Jean I. de Mareuil (de Marolio)                          |
| 1483–1503 | Nicolas I. Malgras (Maugras, Malgrassi)                  |
| 1503–1531 | Jacques I. de Saint-Gelais                               |
| 1531–1570 | Jean II. de Saint-Gelais                                 |
| 1570–1591 | Robert de Girard                                         |
| 1591–1601 | François I. Rousset                                      |
| 1601–1624 | Louis de Vigne                                           |
| 1621–1633 | Paul-Antoine de Fay de Peraut                            |
| 1633–1660 | Nicolas de Grillié (de Grillet)                          |
| 1660–1674 | Jacques II. Adhémar de Monteil de Grignan                |
| 1674–1677 | Michel I. Phélypeaux de la Vrillière                     |
| 1677–1728 | Michel II. Poncet de la Rivière                          |
| 1728–1736 | François II. de Lastic de Saint-Jal                      |
| 1737–1779 | Bonaventure Baüyn                                        |
| 1779–1792 | Henri Benoît Jules de Béthizy de Mézières                |